# Титания (Marvel Comics)
Титания (англ. Titania), настоящее имя — Мэри Макферран (англ. Mary MacPherran) — персонаж комиксов издательства Marvel Comics. Впервые появилась в ограниченной серии Secret Wars 1984 года. Создана тогдашним главным редактором Джимом Шутером. Является врагом Женщины-Халка. Титания была членом таких команд, как Повелители зла и Ужасающая четвёрка. Первоначально Мэри Макферран была суперзлодейкой, в последующие годы стала антигероиней. С момента дебюта Титанию описывали как одну из сильнейших суперзлодеек Marvel и называли одним из величайших противников Женщины-Халка.
Макферран — второй персонаж, использующий это имя. Первой Титанией была Дэвида Де Вито.
В медиафраншизе «Кинематографическая вселенная Marvel» (КВМ) Титания дебютировала в сериале «Женщина-Халк: Адвокат» (2022), который вышел на Disney+. Её роль исполнила актриса Джамила Джамил.